# Svendebrev
Et svendebrev er et bevis for, at man har færdiggjort en håndværksmæssig uddannelse såsom tømrer, elektriker eller lignende men også ved afslutning af de forholdsvis nye uddannelser såsom It-supporter.
Når man har modtaget et svendebrev, får man titlen "svend" inden for den håndværkerbranche, man er uddannet i.
For at kunne modtage et svendebrev må man gennemgå en faglig oplæring. Det kræver under danske forhold, at man uddannes efter vekseluddannelsessystemet, hvor man skiftevis deltager i et antal skoleforløb og praktikforløb. Når man er i praktik, kaldes det ofte "at være i lære", og man forbinder titlen "lærling" med dette. En lærling skal efter reglerne altid være under følgeskab af en udlært svend, der træder i stedet for lærlingens læremester.
Ved uddannelsens afslutning aflægger lærlingen en svendeprøve, hvor han eller hun skal bevise, at fagets håndteringer og teori er indlært, så de kan bruges til udførelse af en praktisk opgave.
I dag er der en del fag forbundet med erhvervsuddannelserne, så svendebrevet fungerer mere som bevis for ens mesterlæretid, hvortil der suppleres med et eksamensbevis fra skolen med alle karakterer fra samtlige fag inklusive svendeprøven.
Af svendebrevet fremgår udelukkende karakteren for den afsluttende svendeprøve. En uddannelse kan eksempelvis indeholde fag som engelsk eller informationsteknologi som vil kunne give merit i forbindelse med overbygning eller påbegyndelse af anden uddannelse, hvortil svendebrevet ikke vil være dokumentation nok.